# Haluk Bilginer
Nihat Haluk Bilginer, född  5 juni 1954 i Izmir i Turkiet, är en turkisk skådespelare.
Han har varit med i 120 olika serier/filmer. Han har gjort filmer och TV-serier inom genrer som komedi, drama, äventyr och kriminalhistorier. Förutom att spela i turkiska filmer och serier medverkar han också i utländska filmer och serier, inklusive i Hollywood-filmer. Han spelar ofta skurkar och osympatiska karaktärer.

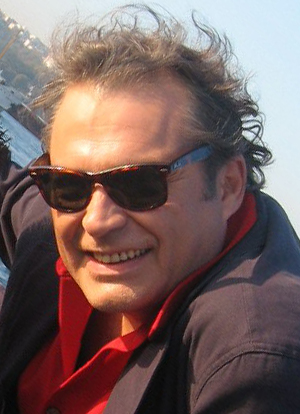
Haluk Bilginer, 2005

## Filmografi (urval)
- 1985–1989 – EastEnders (TV-serie) (134 avsnitt)
- 1987 – Ishtar
- 1993 – Indiana Jones äventyr (TV-serie) (ett avsnitt)
- 1999 – Harem Suare
- 2001 – Buffalo Soldiers
- 2009 – The International
- 2011 – W.E.
- 2014 – Rosewater
- 2014 – Vinterdvala
- 2016 – Ben-Hur
- 2016 – The Ottoman Lieutenant
- 2018 – Halloween
- 2020 – Alex Rider (TV-serie)
- 2023 – Den turkiske detektiven (TV-serie)
- 2024 – Maria